# Parada (piłkarz)
Antônio Parada Neto (ur. 20 lutego 1939 w Araraquarze  – zm. 17 lipca 1977 w Rio de Janeiro) − piłkarz brazylijski, występujący na pozycji ofensywnego pomocnika.

## Kariera klubowa
Karierę piłkarską Parada Ferreira rozpoczął w SE Palmeiras w 1957. Z Palmeiras zdobył mistrzostwo stanu São Paulo – Campeonato Paulista w 1959 oraz Taça Brasil 1960. W latach 1961–1962 był zawodnikiem Ferroviárii Araraquara, a 1963–1966 Bangu AC. 
W latach 1966–1967 i 1968 był zawodnikiem Botafogo FR.
Z Botafogo zdobył mistrzostwo stanu Rio de Janeiro – Campeonato Carioca w 1968. Karierę zakończył w Bangu w 1968 roku. W barwach alvirrubro rozegrał 82 spotkania, w których 35 bramek.

## Kariera reprezentacyjna
Jedyny raz w reprezentacji Brazylii Parada wystąpił 5 czerwca 1966 w wygranym 4-1 towarzyskim meczu z reprezentacją Polski.